# Worth (Wuppertal)
Worth ist eine Hofschaft im Norden der bergischen Großstadt Wuppertal.

## Lage und Beschreibung
Die Hofschaft liegt an der Kreisstraße 11 im Nordosten des Wohnquartiers Siebeneick im Stadtbezirk Uellendahl-Katernberg auf einer Höhe von 243 m ü. NHN oberhalb des Tals des Hardenberger Bachs. Im Ort entspringt ein Zufluss des Hardenberger Bachs.
Benachbarte Orte sind Fingscheidt, Knorrsiepen, Frickenhaus, Untenrohleder, Heidacker, Schmitzhaus, Obenrohleder, Schneis, Saurenhaus, Schmürsches, Schimmelshaus, Bruch, Schevensiepen, Krieg und Wolfsholz.
In der lokalen Mundart wurde der Ort auch als op de Woart bezeichnet.

## Geschichte
Der Hof Worth wurde erstmals 1355 als up der vurt in einem Verzeichnis der zur Herrschaft Hardenberg gehörenden Güter urkundlich erwähnt und gehörte im Spätmittelalter zum Bereich des Herzogtums Berg. Um 1600 ist als Name Ufr Wardt belegt. 1703 ist die Zugehörigkeit zur Hardenberger Bauerschaft Oberste Siebeneick unter dem Namen Ufr Wurdt beurkundet. 
Im 19. Jahrhundert gehörte Worth zu Bauerschaft Obensiebeneick und der Kirchengemeinde Dönberg in der Bürgermeisterei Hardenberg, die 1935 in Neviges umbenannt wurde. Damit gehörte es von 1816 bis 1861 zum Kreis Elberfeld und ab 1861 zum alten Kreis Mettmann. 
Im Gemeindelexikon für die Provinz Rheinland von 1888 werden zwei Wohnhäuser mit sieben Einwohnern angegeben.
Mit der Kommunalreform von 1929 wurde der südöstliche Teil von Obensiebeneick abgespalten und zusammen mit südlichen Dönberger Ortschaften in die neu gegründete Stadt Wuppertal eingemeindet, der Rest Obensiebeneicks mit Worth verblieb zunächst bei Neviges. Durch die nordrhein-westfälische Gebietsreform kam Neviges mit Beginn des Jahres 1975 zur Stadt Velbert und das restliche Obensiebeneick wurde ebenfalls Wuppertal eingemeindet.